# گروه ای‌اس‌آی
گروه ای‌اس‌آی (انگلیسی: ESI Group) شرکت مهندسی فرانسوی است، که در سال ۱۹۷۳ تأسیس شد.